# Hybris (compañía)
Hybris es una compañía Alemana que provee software de comercio electrónico multicanal y Product Content Management (PCM). Es una empresa subsidiaria de SAP SE.

## Historia
Hybris fue fundada por 5 estudiantes en 1997 en Munich, Alemania. La compañía consiguió inversores y durante más de una década vendió soluciones web a empresas, cada vez mayores. En 2011 se fusionó con iCongo, empresa de software Canadiense, lo que le permitió el acceso al mercado Norteamérica. En 2013 la compañía se unió a SAP SE.